# Sur (vilaiete)
Sur (em árabe: صور; romaniz.: Ṣūr‎) é um vilaiete da província Sudeste, no Omã, com capital em Sur. Segundo censo de 2010, tinha 64 988 habitantes. Compreende uma área de 1908 quilômetros quadrados.

## Localidades do vilaiete
- Abaque
- Abate
- Adade
- Arruque
- Alfaije
- Algalila
- Aljabi
- Aljaila
- Almur
- Arruaida
- Assuraima
- Aine Alcaxim
- Bar Buaira
- Caabe
- Calhate
- Carane
- Cassa
- Cauda
- Curune Albir
- Faia
- Garuba
- Halã
- Halute
- Harate Alhicém
- Harate Bida
- Haul
- Ifta
- Jabal Halbi
- Cábeda
- Caur Jirama
- Maquesaíde
- Maslaque
- Masra
- Mibã
- Raçal Hade
- Saial Haçanate
- Saima
- Sur (capital)
- Taima
- Tiui
- Uade
- Uádi Sale
- Uiune
- Xamá
- Xia